# Heinz Bonn
Heinz Bonn (Siegen, 27 de enero de 1947 - Hanóver, noviembre de 1991) fue un futbolista alemán.

## Carrera
Tras ser parte del equipo juvenil local de su ciudad de origen, Niederschelden, el SuS Niederschelden/Gosenbach, pasó a jugar como jugador juvenil al equipo rival local, Sportfreunde Siegen. De allí pasó a la liga regional oeste, al Wuppertaler SV y jugó en 1970 en el Hamburger SV en la Liga Nacional Alemana. En el Hamburgo le dieron el sobrenombre de «pie de hierro» por su forma combativa de jugar. Tuvo que conformarse con jugar en la defensa por una lesión grave en la rodilla, lo que le llevó a jugar sólo 13 veces en un total de tres temporadas con el HSV.
Cuando la policía lo encontró el 5 de diciembre de 1991 muerto en su apartamento de Hanóver, había sido asesinado por un chapero una semana antes según las investigaciones policiales. Algunos medios de comunicación alemanes, entre los que se cuenta Der Spiegel en un artículo del 29 de octubre de 2004, calificaron a Bonn como el primer jugador de la Bundesliga cuya homosexualidad es conocida.